# Monti Yan
I monti Yan, conosciuti anche con il nome cinese di Yanshan, sono la principale catena montuosa della pianura della Cina del Nord, situati principalmente nella provincia di Hebei.
La catena si eleva tra il fiume Chaobai ad ovest e il passo Shanhai a est ed è composta principalmente di rocce calcaree, granitiche e basaltiche. L'altitudine media varia dai 400 ai 1.000 metri, con un picco massimo rappresentato dal monte Wuling di 2.116 metri. A dividere la catena montuosa sono presenti diversi stretti passi, come il passo Gubei, il passo Xifeng e il passo Leng.
La parte orientale della grande muraglia cinese, che include il sito di Badaling a nord di Pechino, si trova sui monti Yan che, per via della loro posizione geografica, hanno rappresentato e rappresentano tuttora un importante snodo di comunicazione tra il nord e il sud della Cina.